# Strážnice
Strážnice (morawski Strážnica, niem. Straßnitz) – miasto w Czechach, w kraju południowomorawskim.
Według danych z 31 grudnia 2003 powierzchnia miasta wynosiła 3 140 ha, a liczba jego mieszkańców 5 900 osób.

## Demografia
| Rok             | 1970  | 1980  | 1991  | 2001  | 2003  |
| --------------- | ----- | ----- | ----- | ----- | ----- |
| Liczba ludności | 5 444 | 6 181 | 6 081 | 5 983 | 5 900 |

## Zobytki

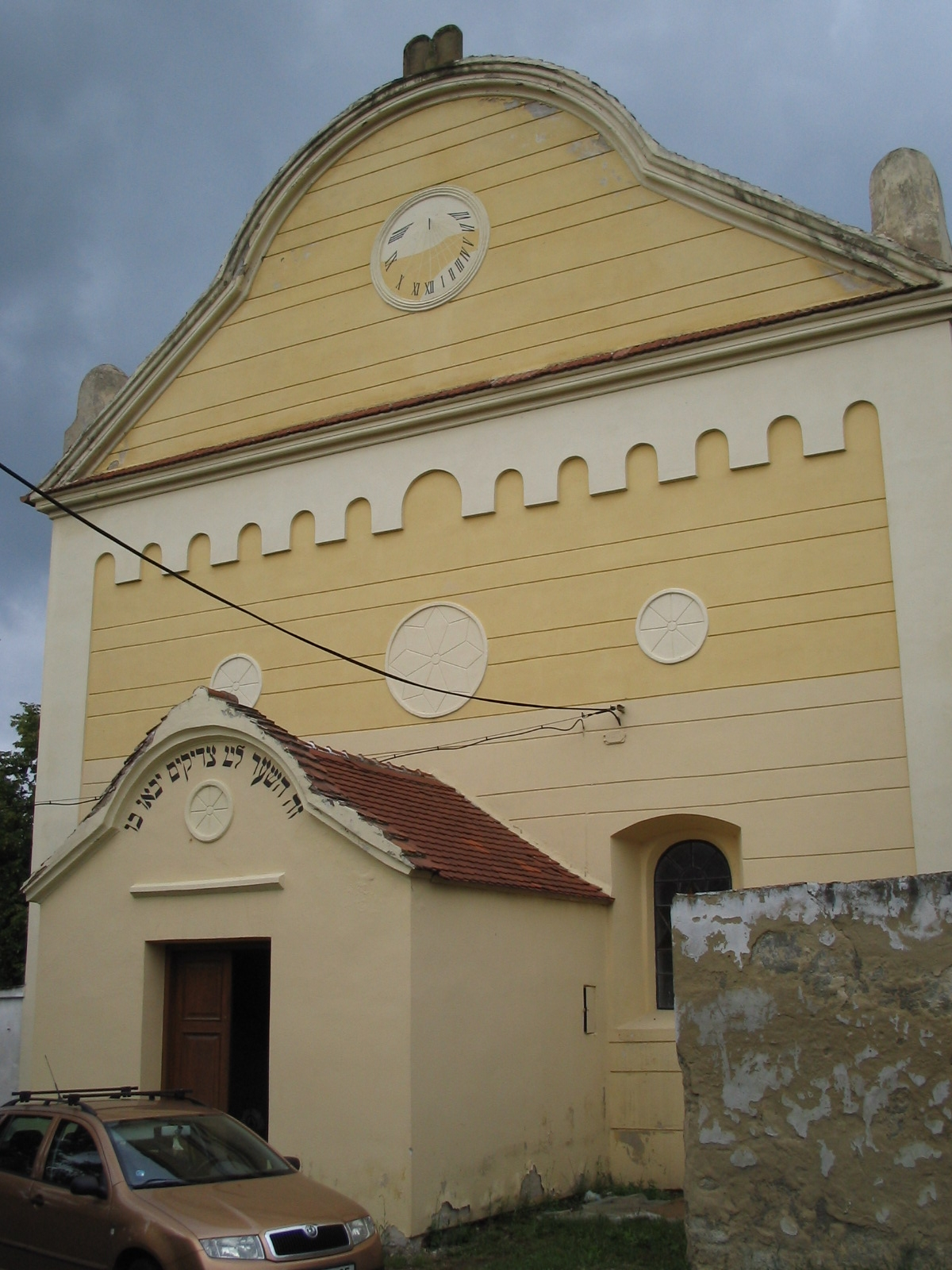
Synagoga w Strážnice
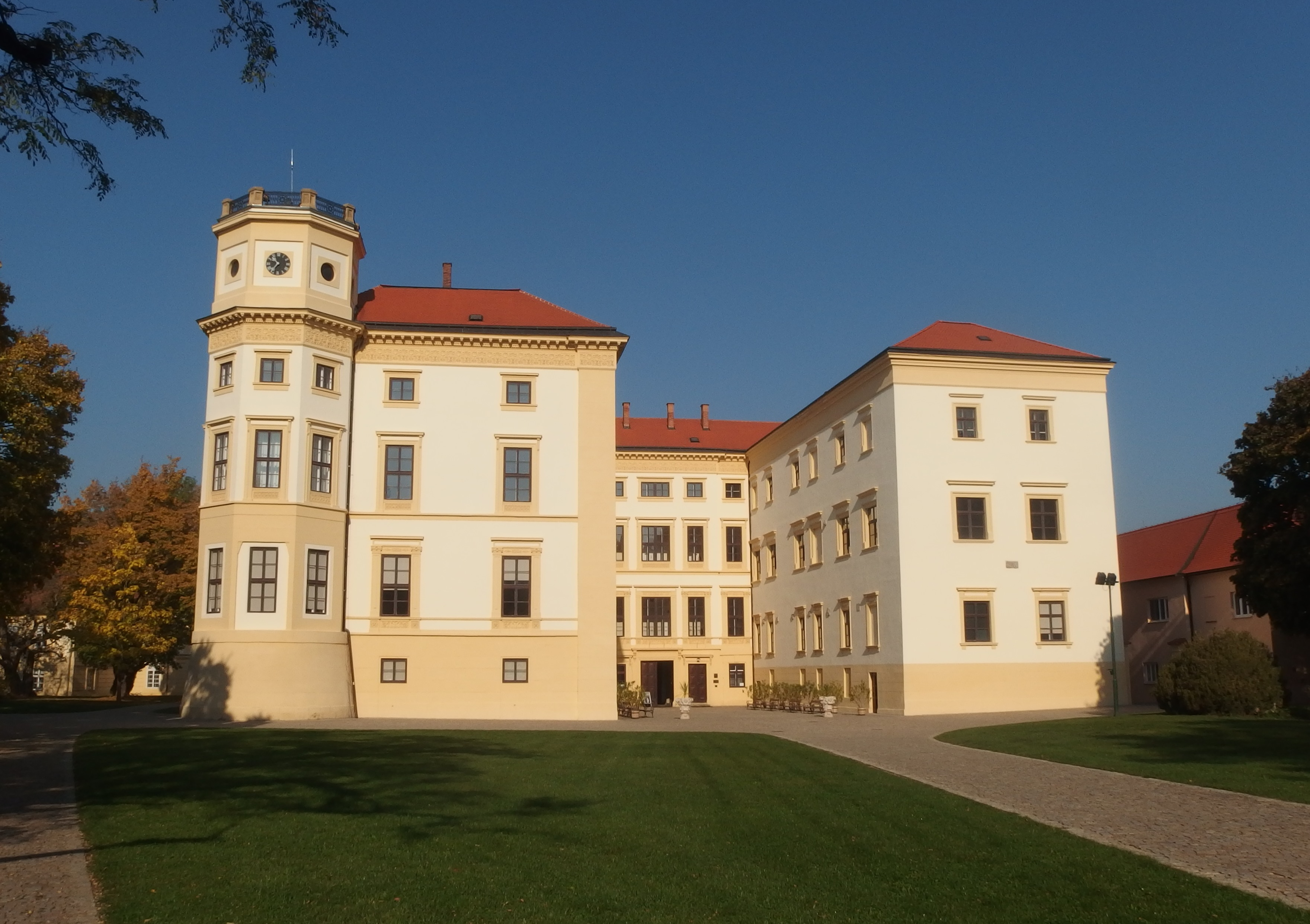
Zamek w Strážnicach

- Synagoga w Strážnice
- Zamek w Strážnicach